# Chelsea Girl
Chelsea Girl (с англ. — «Девушка из „Челси“») — дебютный сольный и второй в целом студийный альбом немецкой певицы Нико, выпущенный в октябре 1967 года на лейбле Verve Records.

## Об альбоме
Название альбома содержит в себе отсылку к фильму Энди Уорхола «Chelsea Girls», в котором Нико исполнила одну из главных ролей; также название «Chelsea Girls» носит 6-й трек с пластинки — сюрреалистическая 7-минутная баллада об обитательницах гостиницы «Челси» в Нью-Йорке.
Стиль, в котором выполнена «Chelsea Girl», можно определить как барокко-поп — альбом состоит по большей части из лирических «камерных» композиций, стилизованных под «классическое» звучание; в то же время, отдельные треки — такие, как психоделическая «It Was A Pleasure Then», построенная на свободной импровизации, — звучат ощутимо «экспериментальнее» и указывают собой направление, в котором Нико как музыкант будет двигаться в последующие годы. В записи пластинки активно использовались скрипки, флейты и клавишные; сама Нико говорила об этом с неодобрением и признавалась, что была очень разочарована звучанием записи: «Я просила об использовании барабанов, но мне отвечали: „Нет“. Я просила больше гитар — мне опять отвечали „Нет“! Я просила простоты — они забили весь альбом флейтами! (...)  Они добавили ещё и скрипки — мне это не понравилось, но с ними я ещё могла смириться. Но флейты! Во время первых прослушиваний альбома мне плакать хотелось — и все из-за этих флейт».
Всего на альбом вошло 10 композиций; 5 из них были написаны участниками The Velvet Underground, с которыми Нико годом ранее записала альбом (появился в продаже он всего за несколько месяцев до «Chelsea Girl»). Три песни («The Fairest Of The Seasons», «These Days», «Somewhere There`s A Feather») созданы Дж. Брауном, «I`ll Keep It With Mine» была «подарена» певице Бобом Диланом. «Wrap Your Troubles In Dreams» под авторством Лу Рида входила в репертуар ранних Velvets.

## Список композиций
1. «The Fairest of the Seasons» (Jackson Browne, Gregory Copeland) — 4:06
2. «These Days» (Jackson Browne) — 3:30
3. «Little Sister» (John Cale, Lou Reed) — 4:22
4. «Winter Song» (Cale) — 3:17
5. «It Was a Pleasure Then» (Nico, Reed, Cale) — 8:02
6. «Chelsea Girls» (Reed, Sterling Morrison) — 7:22
7. «I’ll Keep It With Mine» (Bob Dylan) — 3:17
8. «Somewhere There’s a Feather» (Browne) — 2:16
9. «Wrap Your Troubles in Dreams» (Reed) — 5:07
10. «Eulogy to Lenny Bruce» (Tim Hardin) — 3:45

## Участники записи
- Нико — вокал
- Джексон Браун — электрическая гитара (А1-2, В2-3, B5)
- Лу Рид — электрическая гитара (A3, A5, B1, B4)
- Джон Кейл — альт, орган, гитара (A3-5)
- Стерлинг Моррисон — электрическая гитара (B1, B4)
- Том Уилсон — продюсер
- Ларри Фаллон — аранжировка струнных и флейты